# Calosoma pavlovskii
Calosoma pavlovskii is een keversoort uit de familie van de loopkevers (Carabidae). De wetenschappelijke naam van de soort is voor het eerst geldig gepubliceerd in 1955 door Kryzhanovskij.
De kever wordt 17 tot 23 millimeter lang en is brachypteer (kan niet vliegen).
De soort komt voor in het dan van de Talas in het noorden van Kirgizië op hoogtes van ongeveer 900 tot 1000 meter boven zeeniveau.
Door sommige auteurs wordt hij als ondersoort van Calosoma panderi beschouwd.